# 松江市立第一中学校
松江市立第一中学校（まつえしりつ だいいちちゅうがっこう）は、島根県松江市外中原町にある公立中学校。島根県、鳥取県の山陰両県の公立中学校では生徒数が最も多い。

## 校区
- 校区は、城北小学校、内中原小学校、法吉小学校、生馬小学校の通学区域となっている。

## 沿革
- 1947年（昭和22年）4月 - 設立（川津小学校を中心に第1第2分校を置く)開校式。
- 1948年（昭和23年）- 向島田中ダイガスト跡へ三中より移転、第一中学校として開校。
- 1949年（昭和24年）- 商工学校分校生徒、本校へ移転。
- 1950年（昭和25年）- 保護者会を発展的解消しPTA設立、「母の集い」結成、第一回総会が」行われた。　　　　　　　　　　　校舎建設工事の施工に伴って赤山へ移転。
- 1951年（昭和26年）- 一中後援会及び同窓会の設立。講堂兼体育館施工。
- 1953年（昭和28年）- 生馬中学を編入。
- 1955年（昭和30年）- 標準服の制定。

## 部活動

### 体育部
- 陸上部
- バスケットボール部（男・女）
- サッカー部
- ソフトテニス部（男・女）
- バレーボール部（男・女）
- 柔道部
- 体操部
- 卓球部（男・女）
- 水泳部
- 野球部
- 剣道部
- バドミントン部

### 文化部
- 吹奏楽部
- 理科部
- 美術部
- 合唱部
- 工芸部
- 英語部

## 主な卒業生
- 六子 - シンガーソングライター
- 渡利璃穏 - 女子レスリング選手
- 青山聖佳 - 陸上競技選手
- 福田翔子 - 陸上競技選手
- 金山京介 - テノール歌手・
- 代香織 - ピアニスト
- 森谷佳奈 - 山陰放送アナウンサー

## 学校周辺
- 月照寺
- 清光院
- 天倫寺
- 荒隈城
- 阿羅波比神社
- 大雄寺
- 松江しんじ湖温泉
- 一畑電鉄松江しんじ湖温泉駅